# Збірна Гонконгу з футболу
Збірна Гонконгу з футболу (кит.: 香港足球代表隊; єл.: Hēunggóng jūkkàuh doihbíu deuih) — представляє Гонконг на міжнародних футбольних змаганнях. Контролюється Футбольною асоціацією Гонконгу. Вона ніколи не потрапляла на Чемпіонат світу з футболу та чотири рази брала участь у Кубку Азії, де в 1956 році зайняла третє місце.

## Чемпіонат світу
- З 1930 по 1970 — не брала участь
- З 1974 по 2022 — не пройшла кваліфікацію

## Кубок Азії
- 1956 — третє місце
- 1960 — не пройшла кваліфікацію
- 1964 — четверте місце
- 1968 — п'яте місце
- 1972 по 2019 — не пройшла кваліфікацію
- 2023 — груповий етап

## Відомі гравці
- Чьон Сай Хо